# Lingua piedi neri
La lingua Niitsítapi (parlata dalle tribù pikanii / pikani, siksika, kainah), il cui endonimo è Niitsipussin (che significa «la lingua vera»), è una lingua algonchina delle pianure, parlata in Canada, nella parte meridionale dell'Alberta e negli USA, nel nord-ovest del Montana.

## Ripartizione geografica
La lingua è parlata in quattro riserve. Nell'Alberta, nella riserva Blackfoot (in piedi neri Siksika), situata un centinaio di chilometri a sud-est di Calgary, nella riserva dei Blood (Kainah) ed in quella dei Peigan (Apatohsipiikani). Negli Stati Uniti nella riserva dei Piegan Niitsítapi (Amskaapipiikani), nel nord-ovest del Montana.

## Fonologia
Le tabelle presentano i fonemi della lingua piedi neri, le vocali e le consonanti.

### Vocali
|        | Anteriore | Centrale | Posteriore |
| ------ | --------- | -------- | ---------- |
| Chiusa | i; iː     |          |            |
| Media  |           |          | o; oː      |
| Aperta |           | a; aː    |            |

### Consonante
|                | Bilabiale | Dentale | Palatale | Velare | Glottale |
| -------------- | --------- | ------- | -------- | ------ | -------- |
| Occlusiva      | p         | t       |          | k      | ʔ        |
| Fricativa      | s         |         | x        |        |          |
| Nasale         | m         | n       |          |        |          |
| Semiconsonante | w         |         | j        |        |          |

- L'inventario delle consonanti del piedi neri è assai ridotto, tuttavia esistono alcuni allofoni :
  - La fricativa x diventa ç quando è preceduta dalla i : ihkitsíka - sette [4].
  - Le consonanti semplici si oppongono a quelle lunghe : isstoána - coltello ; kakkóówa - piccione ; nitáókskaʾsspinnaan - noi corriamo[5].